# Eujansea afra
Eujansea afra är en fjärilsart som beskrevs av George Thomas Bethune-Baker 1911. Eujansea afra ingår i släktet Eujansea och familjen tandspinnare. Inga underarter finns listade i Catalogue of Life.